# Schmerbach (Orgelbauer)
Schmerbach ist der Familienname einer deutschen Orgelbauerfamilie im 18. und 19. Jahrhundert, die in Nordhessen, im Eichsfeld und in Südniedersachsen Orgeln schuf.

## Leben und Werk
Die Familie lebte und hatte ihre Werkstatt in Frieda bei Eschwege in Nordhessen. Sie wurde begründet von Conrad Schmerbach (* 24. Mai 1671 in Frieda; † 8. Februar 1743 in Reuter), der 1717–1743 in Frieda als Orgelbauer nachweisbar ist. Der Sohn Johann Wilhelm Schmerbach der Ältere (* 22. November 1705; † 1789) erlernte den Orgelbau bei seinem Vater. Die Werkstatt wurde von seinem gleichnamigen Sohn und seinem Enkel fortgeführt. Johann Wilhelm Schmerbach der Ältere wirkte 1745–1789 als Orgelbauer in Frieda. Er war für seine teils steilen Dispositionen im Manual bekannt. Er stand in der Tradition des barocken Werkaufbaus, der sich auch in der Prospektgestaltung widerspiegelt. Ab 1770 trugen das seitliche Schnitzwerk („Orgelohren“) oft geflügelte Engelsköpfe.
Sein Sohn Johann Wilhelm Schmerbach der Mittlere (* 1765 in Frieda; † 18. Dezember 1831 in Kirchgandern) ist 1789–1831 als Orgelbauer in Frieda nachweisbar. Er erwarb sich bereits 1804 einen guten Ruf. Als im Kurfürstentum Hessen Kreisorgelbauer offiziell eingeteilt wurden, fielen ihm 1825 die Kreise Hofgeismar und Wolfhagen zu, doch er war auch viel im Kreis Eschwege tätig. Er starb während einer Orgelreparatur in Kirchgandern.
Johann Wilhelm Schmerbach der Jüngere (* 30. Januar 1795; † 14. September 1872) erlernte bei einem Vertreter der Orgelbauerfamilie Wilhelm den Orgelbau. 1831 übernahm er das Amt seines Vaters als Kreisorgelbauer für die Kreise Hofgeismar und Wolfhagen. Auf ihn sollen „die meisten Orgeln im Kreis Heiligenstadt und Worbis“ zurückgehen. Sein Bruder Jacob Schmerbach (* in Fieda; † in Gerbershausen) war zunächst Mitarbeiter in seiner Orgelwerkstatt. Im Jahr 1840 machte er sich selbstständig, reparierte aber vor allem Orgeln.

## Werkliste
Die Größe der Instrumente wird in der fünften Spalte durch die Anzahl der Manuale und die Anzahl der klingenden Register in der sechsten Spalte angezeigt. Ein großes „P“ steht für ein selbstständiges Pedal. Eine Kursivschreibung zeigt an, dass die betreffende Orgel nicht mehr oder lediglich der Prospekt erhalten ist.

### Johann Wilhelm Schmerbach der Ältere
| Jahr | Ort            | Kirche           | Bild | Manuale | Register | Bemerkungen |
| ---- | -------------- | ---------------- | ---- | ------- | -------- | --- |
| 1763 | Altenburschla  | Ev. Kirche       |      | I/P     | 11       | erhalten |
| 1770 | Gimte          | Ev.-luth. Kirche |      | I/P     |          | ungesichert; mehrfach umgebaut; nur Reste erhalten |
| 1775 | Niederbeisheim | Ev. Kirche       |      | I/P     | 11       | 1985 Restaurierung durch Werkstatt Werner Bosch Orgelbau; zwei Register vakant                                                                                     |
| 1777 | Escherode      | Ev.-luth. Kirche |      | I/P     | 12       | 1913 durch Werk der Werkstatt P. Furtwängler & Hammer ersetzt; 2000 Neubau durch Werner Bosch; Gehäuseteile erhalten                                               |
| 1784 | Diemerode      | Ev. Kirche       |      | I/P     | 10       | [ 10 ] [ 11 ] |
| 1787 | Braach         | Ev. Kirche       |      | I/P     | 10       | erhalten |
| ?    | Hasselbach     | Ev. Kirche       |      | I       |          | oder anderer Schmerbach; Prospekt erhalten, Innenwerk und Unterbau von der Orgel aus dem evangelischen Gemeindehaus in Waldkappel von Werner Bosch Orgelbau (1961) |

Er schuf wohl auch eine Orgel in seinem Heimatort Frieda, aber diese kann vielleicht schon Conrad Schmerbach gebaut haben.

### Johann Wilhelm Schmerbach der Mittlere
| Jahr      | Ort                   | Kirche                    | Bild | Manuale | Register | Bemerkungen |
| --------- | --------------------- | ------------------------- | ---- | ------- | -------- | --- |
| 1789–1790 | Sattenhausen          | Ev.-ref. Kirche           |      | I/P     | 13       | Später mehrfach eingreifend umgebaut |
| 1794      | Berneburg             | Ev. Kirche                |      | I/P     | 10       | |
| 1795–1796 | Bischhausen           | Martinskirche             |      | I/P     | 14       | Ursprünglich für die 1971 abgerissene Gutskirche Groß Schneen gebaut, 1967 in die Martinskirche überführt; drei Register erhalten |
| 1798      | Mengershausen         | Ev.-luth. Kirche          |      | I/P     | 15       | Seitenspielig; Manualwerk nicht an das Pedal koppelbar; alte Windanlage mit Tretvorrichtung erhalten |
| 1804      | Niederdünzebach       | Ev. Kirche                |      | I       | 9        | ohne Pedal; 1970 durch Bosch-Orgel ersetzt |
| 1811      | Niedergandern         | Gutskapelle Niedergandern |      | I/P     | 12       | Basiert auf 4-Fuß-Prinzipal; 6 Register ganz, eins teilweise erhalten, Rest von Martin Haspelmath rekonstruiert |
| 1814–1815 | Groß Schneen          | Michaeliskirche           |      | I/P     | 16       | Neubau an Stelle einer Krebs-Orgel von 1729, aus der einige Register übernommen wurden; weitgehend erhalten |
| 1815–1818 | Bühle (Northeim)      | St. Oswald                |      | I/P     | 12       | Neubau unter Verwendung von vier älteren Registern – ob von einer vorherigen hiesigen Orgel oder aus Werkstattbestand (bzw. von einer andernorts abgebrochenen Orgel), ist nicht klar. Die vakanten Schleifen wurden 1848 durch Euler mit Pfeifen besetzt. 1981 Restaurierung durch Martin Haspelmath; drei Register rekonstruiert; zum großen Teil erhalten (2 vakante Register). |
| 1817      | Untergeis             | Ev. Kirche                |      | I/P     | 11       | 1998 Restaurierung durch Orgelbau Waltershausen; 7 Register ganz und eins teilweise erhalten |
| 1820      | Heilbad Heiligenstadt | St. Aegidien              |      |         |          | 1908 durch Werk der Werkstatt Johannes Klais Orgelbau ersetzt |
| um 1820 ? | Wahlhausen            | Ev. Kirche                |      | I/P     |          | 1855 neues Werk von Knauf, 1928 neues Werk von Euler (im alten Gehäuse) |
| 1821      | Imsen                 | Urbanikirche              |      | I/P     | 12       | 1999/2000 Restaurierung durch Werkstatt Gebrüder Hillebrand Orgelbau |
| 1823      | Duderstadt            | St. Cyriakus              |      | III/P   | 41       | Kleine Umdisponierung der Orgel von Johannes Creutzburg (1731–1735); zwei Register von Schmerbach erhalten → Orgel |
| 1826–1827 | Ballenhausen          | St. Johannis              |      | I/P     | 8        | 1930 ersetzt; Prospekt erhalten |

Auch die Orgeln in Konnefeld und in Orferode werden ihm zugeschrieben.

### Johann Wilhelm Schmerbach der Jüngere
| Jahr | Ort                | Kirche                               | Bild | Manuale | Register | Bemerkungen                                                                     |
| ---- | ------------------ | ------------------------------------ | ---- | ------- | -------- | ------------------------------------------------------------------------------- |
| 1832 | Gerbershausen      | Kath. Kirche St. Johannes der Täufer |      |         |          | 1908 Neubau durch Fa. Krell im alten Gehäuse                                    |
| 1835 | Heimarshausen      | Ev. Kirche                           |      | I/P     | 11       | Weitgehend erhalten                                                             |
| 1838 | Rengelrode         | St. Johannes der Täufer              |      | II/P    | 16       | Weitgehend erhalten                                                             |
| 1843 | Frankenhain        | Ev. Kirche                           |      |         |          | [ 29 ]                                                                          |
| 1844 | Schwebda           | Stephanuskirche                      |      | II/P    | 14       | Gehäuse aus Vorgängerkirche, Orgelwerk aus Kloster Hülfensberg general überholt |
| 1845 | Heldra             | Johanniskirche                       |      |         |          | [ 31 ]                                                                          |
| 1850 | Döringsdorf        | St. Stephanus                        |      | I/P     | 10       | restauriert 1995 durch Karl Brode, Heilbad Heiligenstadt                        |
| 1854 | Wilnsdorf          | Ev. Kirche                           |      | I/P     | 9        | im Zuge des Kirchenneubaus durch Orgel von Paul Faust ersetzt                   |
| 1857 | Niederdresselndorf | Ev. Kirche                           |      | I/P     | 11       | [ 33 ]                                                                          |